# سگ‌های خفته
سگهای خوابیده (به انگلیسی: Sleeping Dogs) یک فیلم سینمایی نیوزلندی در ژانر فیلم درام و اکشن محصول سال ۱۹۷۷ به کارگردانی راجر دونالدسون است. بازیگران اصلی فیلم سم نیل، کلاید اسکات و وارن اوتس می‌باشند. همچنین این فیلم از نظر انتقادی و تجاری با موفقیت بزرگی روبرو شد و کار حرفه ای سام نیل از این فیلم آغاز شد، که بعداً به انجام کارهای بین‌المللی از جمله پارک ژوراسیک، پیانو، شکار انسان‌های سرگردان و پیکی بلایندرز حضور یافت.